# Hermann zu Leiningen
Princ Hermann Viktor Maximilian zu Leiningen, nemški dirkač, * 4. januar 1901, Nemčija, † 29. marec 1971, Nemčija.
Hermann zu Leiningen se je rodil 4. januarja 1901, njegova starša sta Emich Eduard Karl V Fürst zu Leiningen in princesa Feodore Viktoria Alberta zu Hohenlohe-Langenburg. Na dirkah za Veliko nagrado je debitiral na dirki za Veliko nagrado Masaryka v sezoni 1930, kjer je kot privatnik z Bugattijem T35B presenetljivo zmagal skupaj s Heinrichom-Jürgenom von Morgnom, ki je dirkal v Bugattijevem privatnem moštvu. V sezoni 1931 je nastopil na petih dirkah, toda uvrstitev je dosegel le na dirki za Veliko nagrado Masaryka, kjer je bil tokrat peti. V sezoni 1934 se je pridružil novoustanovljenemu nemškemu moštvu Auto Union AG, s katerim je dosegel drugo mesto na dirki za Veliko nagrado Italije skupaj s Hansom Stuckom in četrti mesti na dirkah za Veliko nagrado Španije in Veliko nagrado Masaryka. Sredi naslednje sezone 1935 je zapustil moštvo in dve dirki odpeljal z dirkalnikom ERA, eno tudi v tovarniškem moštvu, dosegel pa je drugo mesto na britanski dirki British Empire Trophy z dirkalnikom ERA A in odstop na dirki za Veliko nagrado Berna z dirkalnikom ERA B, nato pa se je upokojil kot dirkač. Umrl je leta 1971.